# Warszawa Zoo
Warszawa Zoo je železniční zastávka sloužící regionální dopravě ve Varšavě, Mazovském vojvodství.

## Obecný přehled
Železniční zastávku Warszawa Zoo obsluhují regionální spoje dopravce Koleje Mazowieckie, který provozuje osobní dopravu téměř výhradně na území Mazovského vojvodství, tedy především na tratích vycházejících radiálně z Varšavy. Také ji obsluhují spoje dopravce Szybka Kolej Miejska w Warszawie. V bezprostřední blízkosti této zastávky se nachází zoologická zahrada.
| Linka | Dopravce                         | Směr                                                                                         | Interval |
| ----- | -------------------------------- | -------------------------------------------------------------------------------------------- | -------- |
| SKM   | Szybka Kolej Miejska w Warszawie | Warszawa Gdańska - Warszawa ZOO- Warszawa Choszczówka - Legionowo - Wieliszew                | 30 min   |
| KM9   | Koleje Mazowieckie               | Warszawa Wola - Warszawa Gdańska -Warszawa ZOO- Legionowo - Nasielsk - Ciechanów - Działdowo |          |

## Železniční tratě
Železniční zastávkou Warszawa Zoo prochází železniční tratě:
- 20 Warszawa Główna Towarowa – Warszawa Praga

## Návazná doprava
Železniční zastávku Warszawa Zoo obsluhují městské autobusy a to linky: 127, 144, 170, 176, 500, 509, také tramvaje linky: 1, 2, 4, 6, 16, 18, 21, 28